# Diós Kati
Diós Kati magyar táncművész, modell, sztármanöken, oktató.

## Élete
Az 1960-as évek végén, 16 évesen a KISZ Központi Művészegyüttes tánckaránál kezdett táncolni, majd ötéves szerződést kötött a Furla elnevezésű belgrádi együttessel. Az Amerikai Egyesült Államokban szinte minden nagyvárosban fellépett férjével együtt, szólótáncosként.
Öt évig minden nyáron az Isztriai-félszigeten az Opanak együttessel táncolt.
28 évesen modellkedésbe fogott, a néhány évesre tervezett karrier azonban tíz évet tartott a kifutókon: Új-Zélandtól Izlandig, Tokiótól Los Angelesig bejárta a világot. Fotómodellként számos fotó jelent meg róla, a magazinok címlapjain, az Ez a Divat, Ország-világ és egyéb kiadványokban.
38 évesen vált meg a kifutótól, ekkor elindított egy modelltanfolyamot, létrehozta saját modelliskoláját, majd megszületett a Nők Iskolája.
Húszéves táncos- és modellmúlttal rendelkezik, tapasztalatai adták a Nők Iskolája megalapításának az ötletét. A volt modell által vezetett tanfolyamon a résztvevők korcsoportokra bontva tanulhatták el a nőiesség fortélyait. A Nők Lapja égisze alatt működő tanfolyam előadója, vezetője volt. Diós Katit ma már az iskola megálmodójának, vezetőjének említik.
“De nehéz is a mai nőnek a divatdiktátorok terrorja, a magazinok címlapjain mosolygó szinte földöntúli szépséggé retusált modellek által sugallt, a 180 centi magas, 90-60-90 paraméterek elérhetetlen mércéjétől elszakadva a realitás talaján könnyed léptekkel szökdelni. Holott jól megválasztott ruhákkal, a színek harmóniájával diszkrét sminkkel épp oly vonzó, szexis lehet valaki, mint a legkapósabb fotómodellek.”
Házasságából két gyermeke született, Gergő és Kata.

## Fotósai voltak
Többek közt: Módos Gábor és Lengyel Miklós és Novotta Ferenc fotóművészek.